# Leopard 1

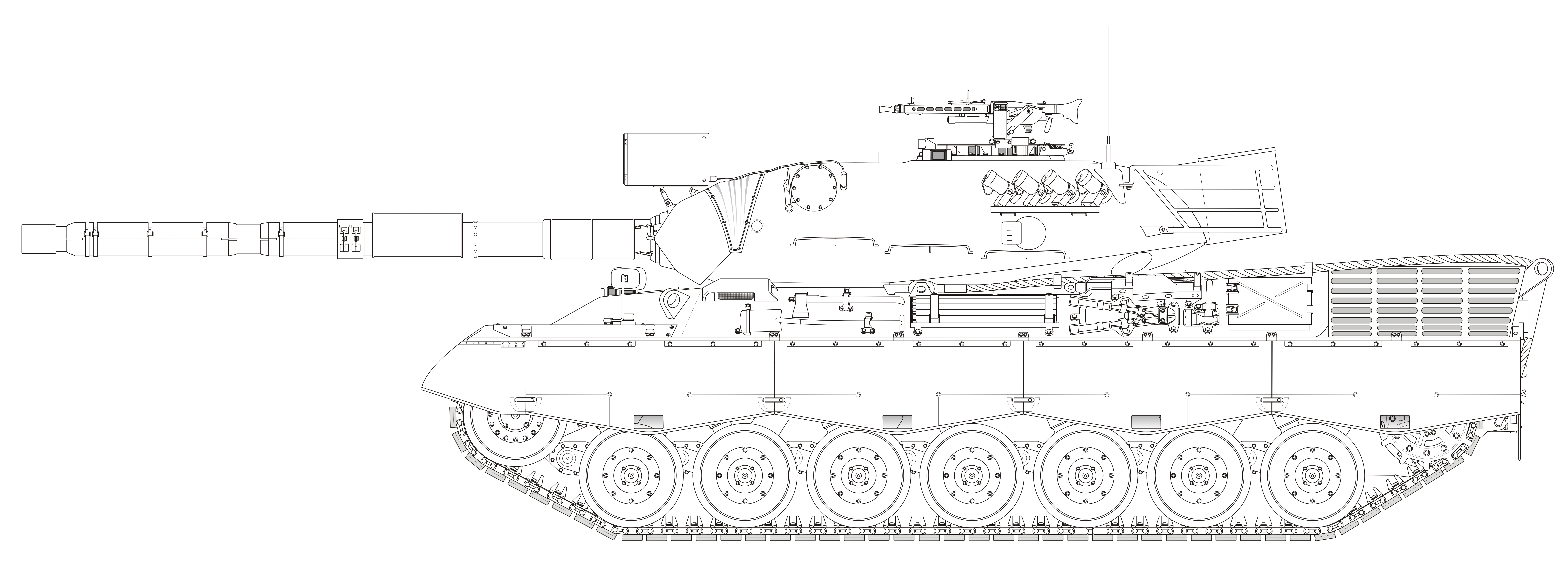
Leopard 1A1

Kampfpanzer Leopard 1 (även stiliserad som Leopard I, före Leopard 2 enbart benämnd Leopard) är en stridsvagn designad av Porsche och tillverkad av Krauss-Maffei i Västtyskland och togs i bruk 1965. Arbetet med Leopard påbörjades redan 1956 då de USA-tillverkade M47 och M48, erhållna efter kriget för att bygga upp den västtyska armén, ansågs föråldrade. Leopard finns, förutom i stridsvagnsmodellerna 1A1-1A6, även som ingenjörsfordon Pionierpanzer 1, bärgningsfordon Bergepanzer 2, broläggaren Biber Brückenlegepanzer och luftvärnsvagn Flugabwehrkanonenpanzer Gepard.

## Utveckling

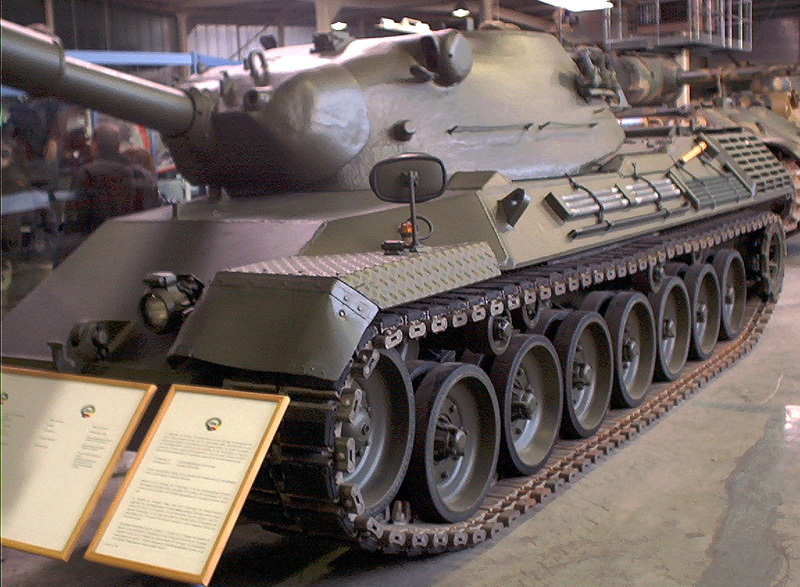
Leopard 1 prototyp

Den militära upprustningen av Västtyskland i mitten av 1950-talet innebar att Bundeswehr utrustades med amerikanska och brittiska pansarfordon. Den tyska vapenindustrin vid den tidpunkten kunde inte bygga vidare på de kunskaper om pansarfordon som man skaffat sig fram till 1945. Med stöd av utländska tillverkare försökte Daimler-Benz inhämta vad som förlorats. Tillsammans med Porsche KG, ZF Friedrichshafen, Ruhr Stahl AG och den indiska Tata Group försökte man utveckla en stridsvagn för Indien. Detta projekt misslyckades. 
De kunskaper man då fick tillät Porsche att delta i utvecklingen av den första stridsvagnen för Bundeswehr. Den 23 november 1956 kom en kravlista ut som byggde på Nato-standarder. Enligt den skulle stridsvagnar har en totalvikt på 30 ton, ha en hög rörlighet samt vara underhållsvänlig. Pansarskydd och eldkraft var av sekundär betydelse. Beslutet att sätta rörlighet före skydd, motiverades genom att den tillgängliga bepansringstekniken vid den tidpunkten inte erbjöd ett rimligt skydd mot RSV laddningar. Dessutom hade erfarenheter från andra världskriget visat att en god operativ rörlighet var av stor betydelse. I juni 1957 ingick Frankrike och Tyskland ett militärt avtal, som syftade till att utveckla en gemensam stridsvagn. I samarbete med franska försvarsministeriet (DEFA) och västtyska försvarsministeriet (MOD) offentliggjordes den 25 juli 1957 de nya kraven. 
Kraven var: 30 ton bruttovikt, flerbränslemotor med ett effekt/vikt förhållande på 30 hk/ton, senaste teknik och en maximal bredd på 3,15 meter. Fokus låg på beväpning och siktesutrustning. Krav ställdes på hög träffsäkerhet, både dag och natt, genomslagsförmåga i 150 mm tjockt stål vid 30° lutning på ett avstånd mellan 2000 och 2500 meter. Pansaret skulle skydda mot 20-mm projektiler, och vagnen skulle ha ett NBC ventilationssystem som medgav uppehåll i kontaminerade områden i upp till 24 timmar. Ett år senare, den 1 april 1958, kom ytterligare krav. Tyskland ville öka den maximala bredden till 3,25 meter och Frankrike ville reducera den till 3,10 meter. I september 1958 gick Italien med i utvecklingsarbetet.
Den 6 maj 1959 enades man om utveckling och konstruktion av två prototyper I med grupperna A, B och C . Den federala byrån för vapenteknik och upphandling (BWB) ledde projektet. Det skapades tre gemensamma ingenjörsbyråer för utvecklingen:
- Grupp A: Porsche, Atlas-Mak, Luther Werke och Jung-Jungenthal.
- Grupp B: Ruhrstahl, Rheinstahl Hanomag och Henschel Rheinstahl
- Grupp C:  CFW Borgward som tog utvecklingskostnaderna själv. Företaget kom på obestånd 1961 och all Pansarutveckling upphörde.[4]

Företagen Wegmann och Rheinmetall ansvarade för tillverkningen av tornet i ett separat kontrakt. 
Grupp A satsade med torsionsfjädring på beprövad teknik,  Grupp B försökte med hydropneumatisk fjädring prova nya tekniska lösningar.
Totalt tillverkades fyra prototyper i Tyskland och en prototyp i Frankrike. Västtyskland finansierade alla prototyperna. Baserat på de kunskaper arbetsgrupperna A och B fått utvecklade man prototypserie nr 2, Hos Grupp B avstannade arbetet i oktober 1961, på grund av tekniska svårigheter och besparingar och man klarade bara av att leverera två av sex beställda stridsvagnsprototyper . I april 1963 avslutade man de jämförande tester mellan arbetsgrupperna. Stridsvagnen presenteras 11 juli 1963 under namnet "standardstridsvagnen" för allmänheten. Samtidigt påbörjades produktionen av nollserien bestående av 50 stridsvagnar i juni 1961. De byggde på prototyp II från Grupp A och användes i utprovningen som skedde vid WTD 91 i Meppen. Höjdpunkten var ett jämförande test mellan den då namnlösa tyska standardstridsvagnen och franska AMX 30. Proven skedde under italiensk ledning i augusti 1963 på övningsområdet Mailly-le-Camp i Champagne och bevisade den tyska vagnens höga prestanda. Den var trots sex ton högre vikt runt tio procent snabbare och presterade 18 procent bättre än dess franska motsvarighet. 
.
På grund av den ändrade försvarsstrategin i Frankrike kunde fram till 1965 inga medel avsättas för stridsvagnstillverkning. Men armén begärde att få ersätta sina M47 Patton. Den 1 november 1963 kom man överens om att den nya stridsvagnen skulle tillverkas i Tyskland och döpte den till "Leopard". Dopet hölls den 4 oktober 1963, vid Panzer Lehr bataljon 93. I den federala budgeten för 1964 avsattes DM 1500 miljoner för köp av 1500 nya stridsvagnar (1,3 mil SEK per vagn). Den 9 september 1965 tog försvarsminister Kai-Uwe von Hassel, emot den första massproducerade Leoparden som rullande av bandet hos Krauss-Maffei AG (nu Krauss-Maffei Wegmann) i München, och överlämnade den till Panzer Lehr bataljon 93. 1968 ökade Bundeswehr sin beställning med 1845 vagnar med option på 111 till.
Den totala kostnaden för utveckling, prototyper, fältförsök och annat uppgick till totalt 249.030.222 DM.  Den sista Leopard 1A5 togs ur tjänst 2003 i och med avvecklingen av 74. pansarbataljonen i Cuxhaven / Altenwalde.

## Varianter

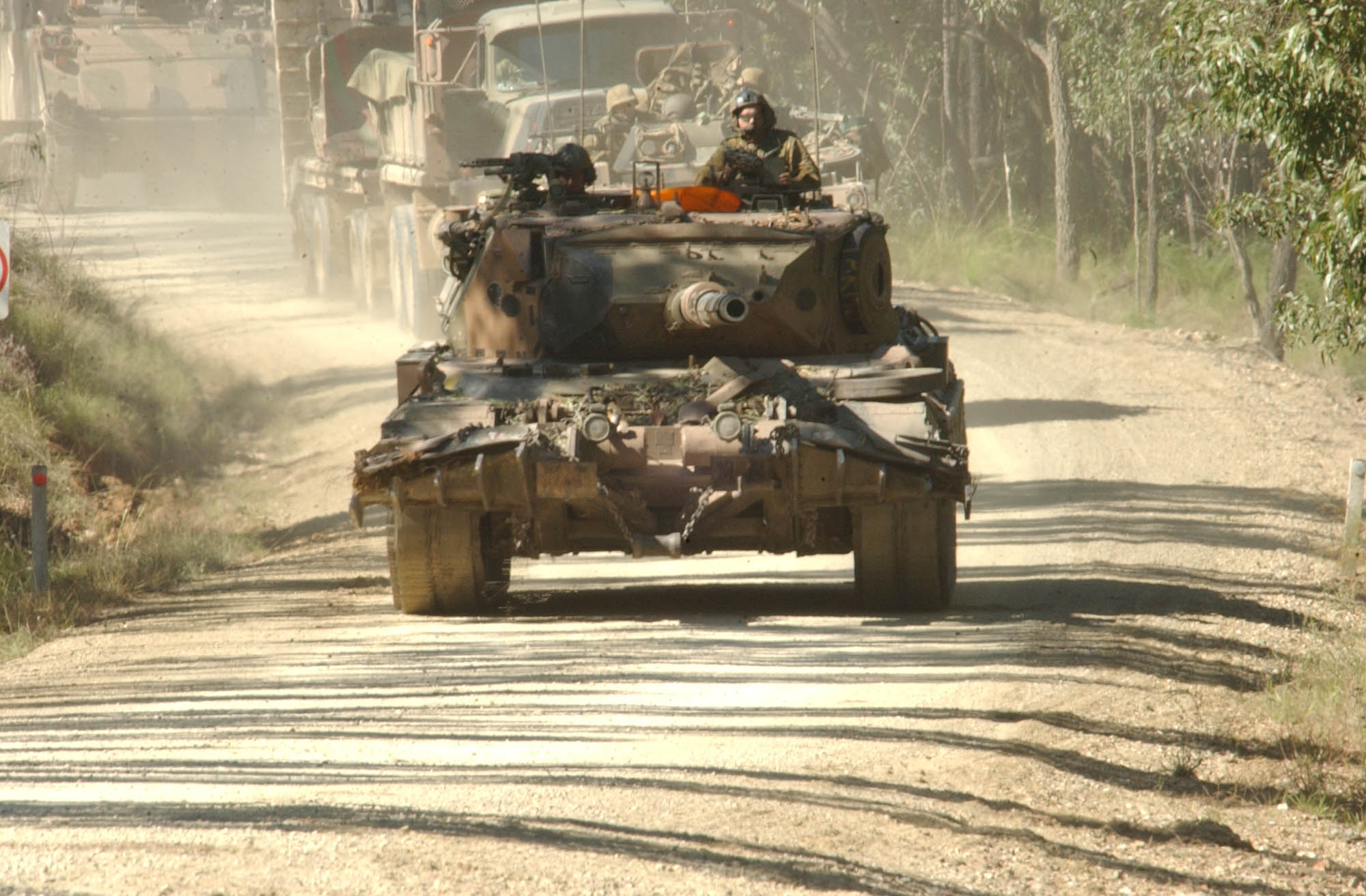
Australiensk Leopard AS1 på övning 2005

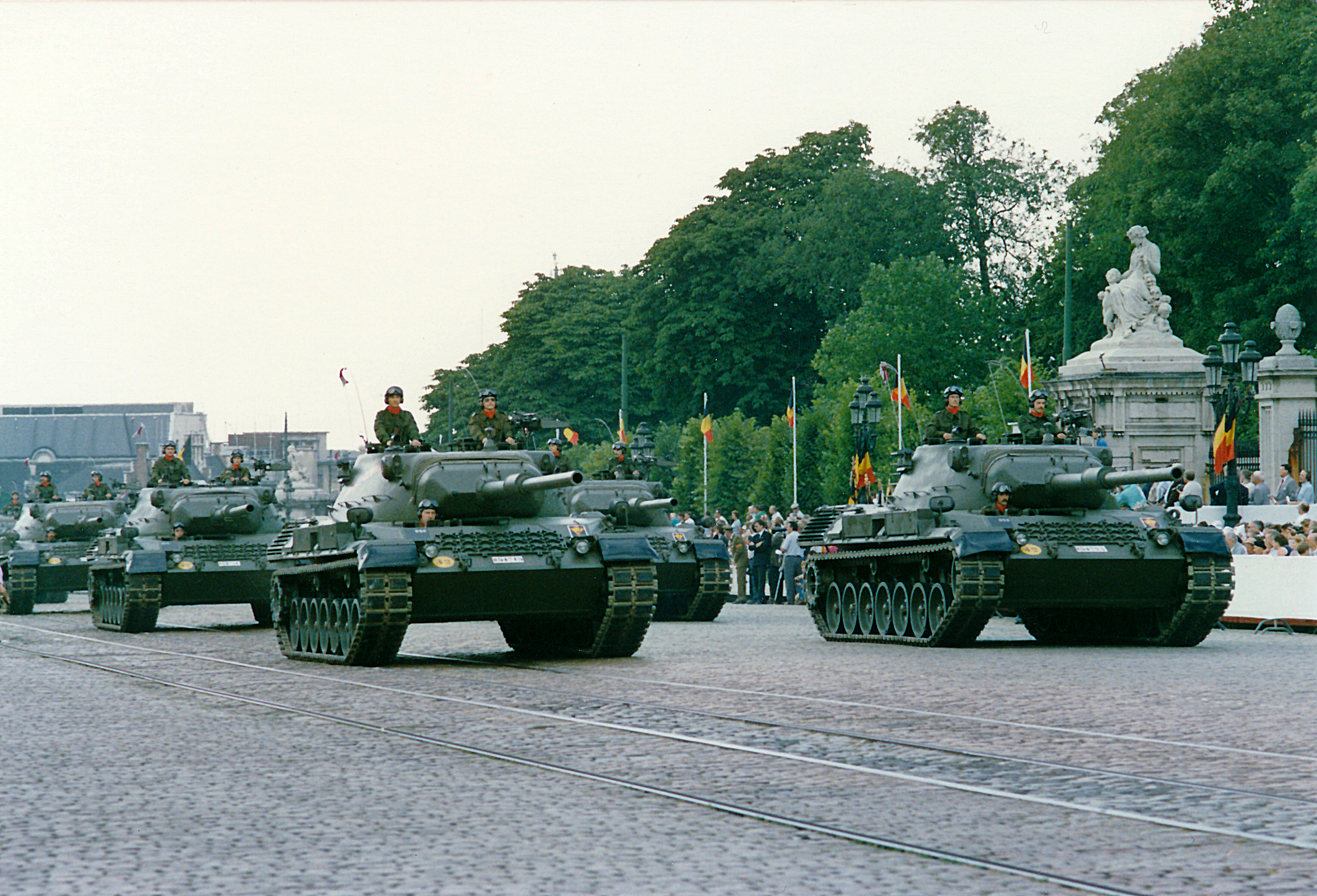
Belgiska Leopard 1 på parad i Bryssel 1989.

Leopard 1Den första produktionsmodellen.
Leopard 1A1Värmehylsa runt pipan, bättre kanonstabilisering.
Leopard 1A1A1Uppgraderad med extra tornpansar.
Leopard 1A2Tjockare gjutståltorn, bättre skydd mot ABC-vapen, IR-system ersatt med ljusförstärkaree.
Leopard 1A3Nytt större, helsvetsat torn med åtskild huva.
Leopard 1A4Bättre integration av eldledningssystemet, fullt stabiliserad kanon och sikten.
Leopard 1A5Eldledningssystemet EMES-18 med optiska och termiska sikten, laseravståndsmätare.

## Användare

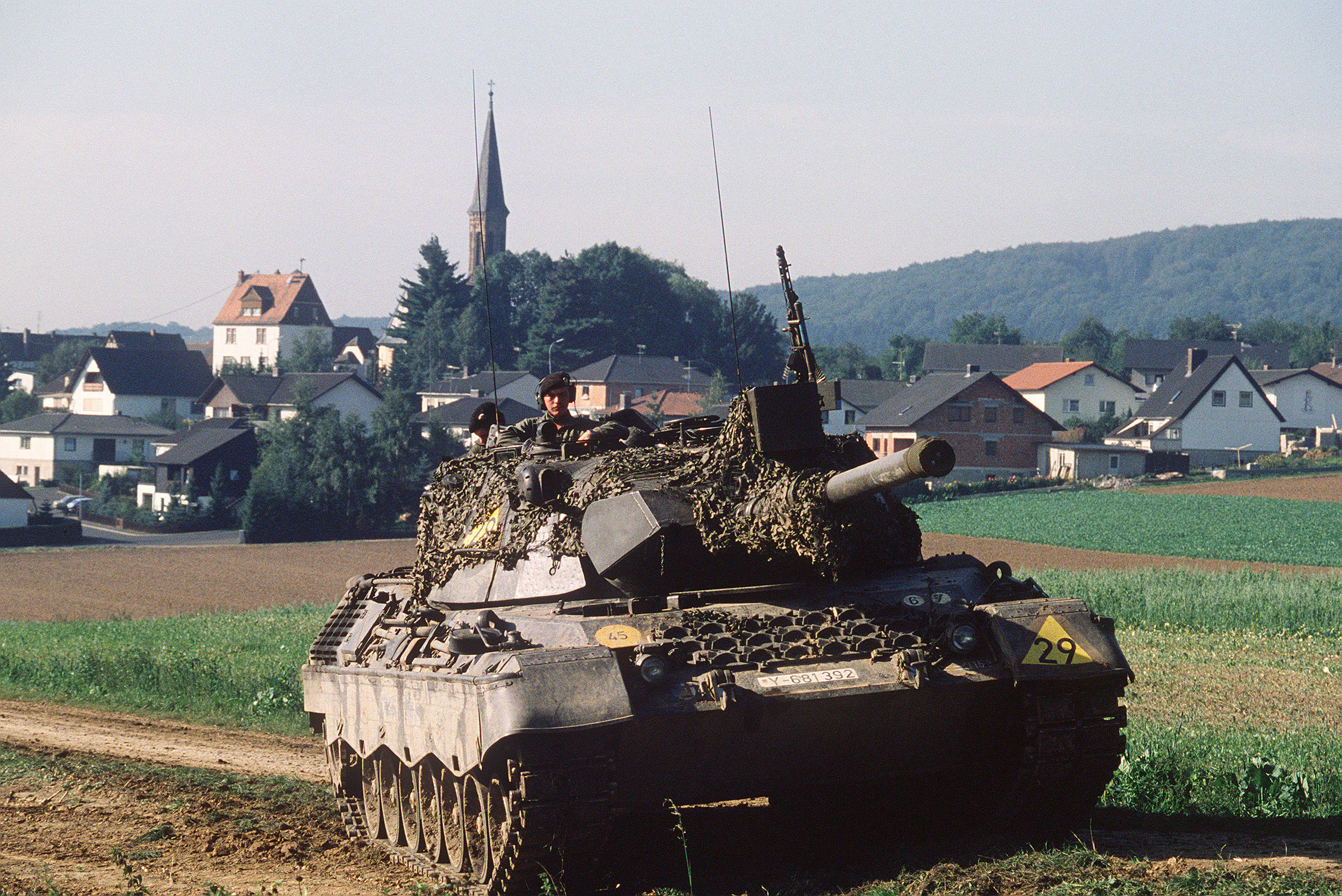
Leopard 1 på övning 1983.

### I Sverige
Leopard 1 var ett av tre förslag som antogs inför det svenska försvarsbeslutet 1958, då en ny modern stridsvagn skulle tillföras till den svenska armén och pansartrupperna. I förslaget benämndes Leopard 1 som Alternativ T – tysk-fransk utveckling. År 1958 förlorade Alternativ T mot det svenska alternativet, benämnt Alternativ S, som kom att bli Stridsvagn 103.

### Nederländerna

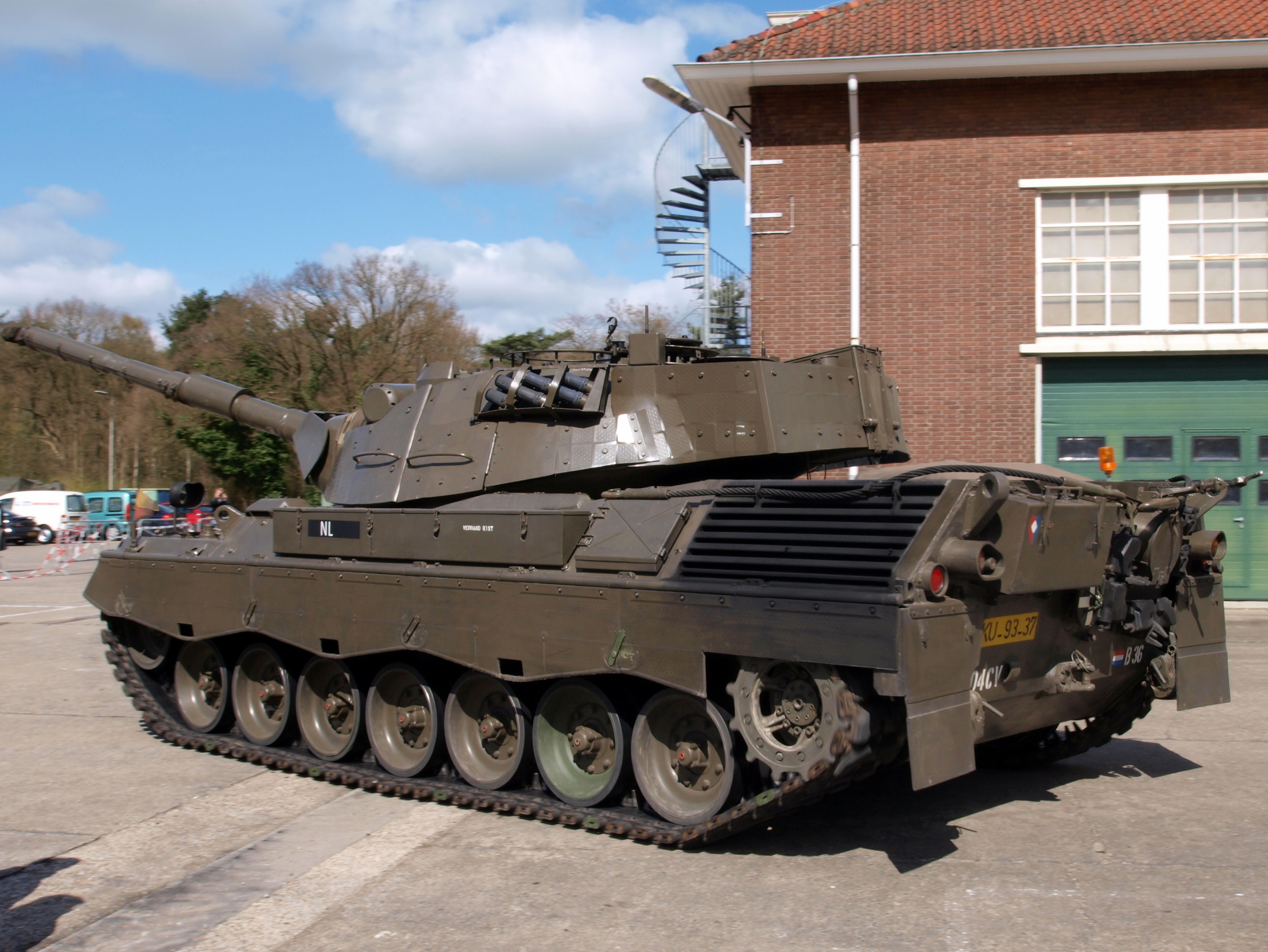
Nederländsk Leopard 1

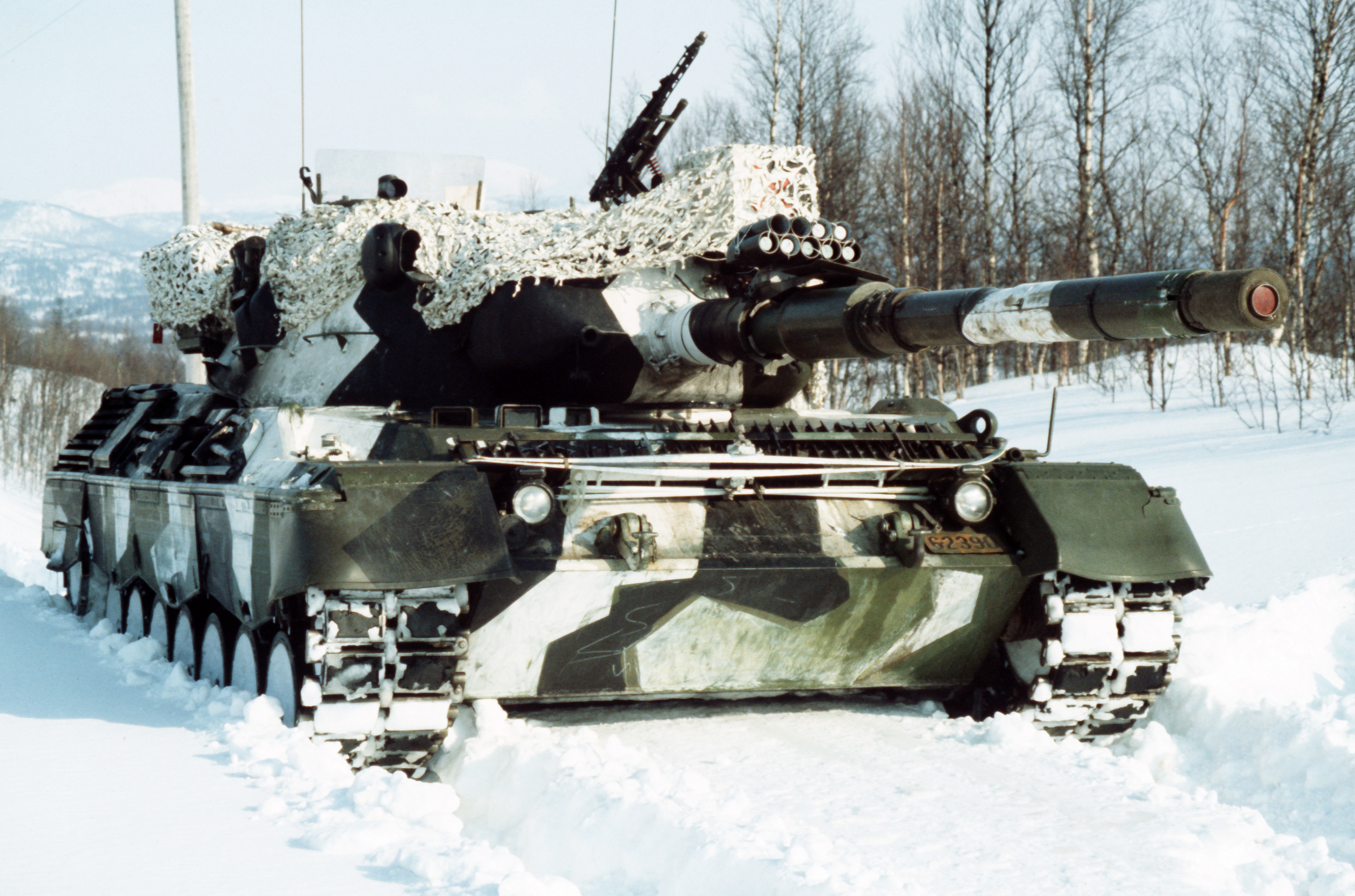
Norsk Leopard 1 på övning 1987.

Efter ett jämförande test mellan Chieftain och Leopard mellan december 1967 och maj 1968 beslutade Nederländerna sig i slutet 1968 för att lägga 570 miljoner gulden (NLG) på inköp - fördelat på 459 miljoner för 415 Leopardstridsvagnar och 111 miljoner för tillhörande ammunition - med option på ytterligare 135 vagnar. Leveranserna påbörjades i oktober 1969. Som reaktion på händelserna i Prag 1968 beställdes ytterligare 53 vagnar.
Stridsvagnarna var utrustade med larvband Typ D139 E2 och verktygslådor på sidorna. Övriga uppgraderingar var tilläggspansar för tornet, eldledningssystem typ Honeywell AFSL-2, laseravståndsmätare, optisk avståndsmätare, brandsläckningssystem, rökgranatkastare, och ett stabiliseringssystem från Honeywell 1  Dessutom beställde Nederländerna, liksom Belgien, även luftvärnskanonvagnen Gepard som baseras på Leopard-skrovet.

### Nuvarande användare
- Brasilien – 128 Leopard 1BE och 250 Leopard 1A5.
- Chile – 202 Leopard 1Vs
- Grekland – 501 Leopard 1A5GR och 19 Leopard 1A4GR i tjänst, ett antal av de kvarvarande 85 Leopard 1A4GR och 170 Leopard 1V/INL har modifierats till stödfordon, eller har använts till delar, resten kommer att skrotas.
- Turkiet – 170 A1 och 227 A3 är köpta. A1 är uppgraderade till Leopard 1T 'Volkan'.[10][11]

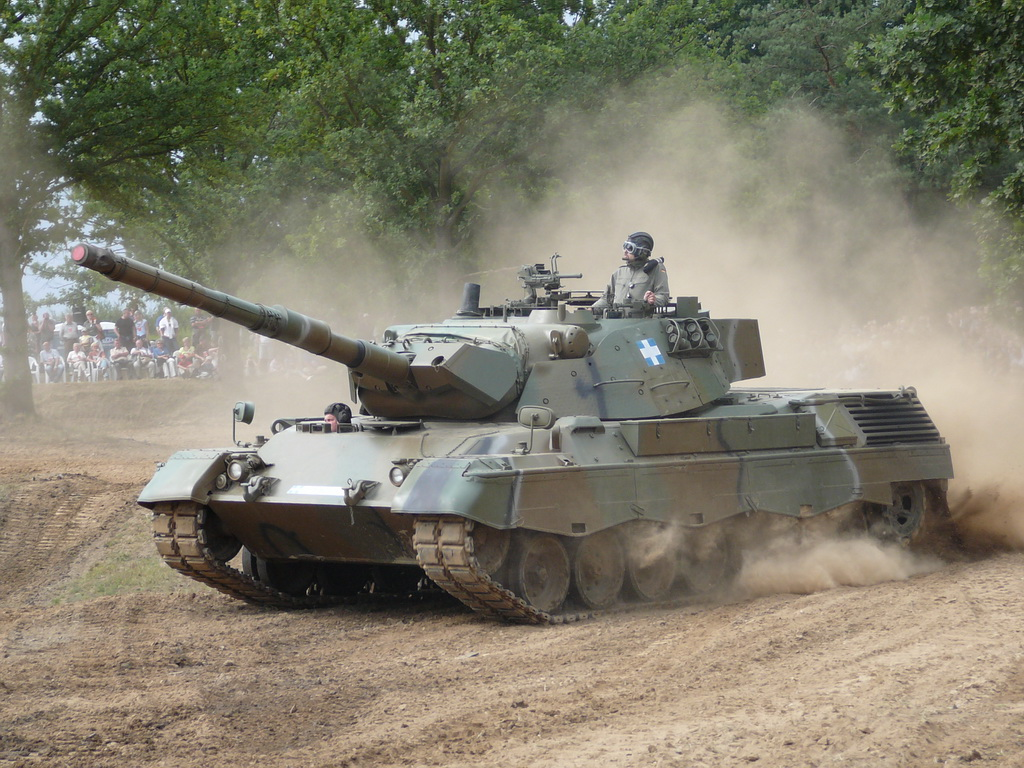
Grekisk Leopard 1

### Nuvarande användare understödsfordon
- Danmark – 230 Leopard 1A5DK, ersatta av Leopard 2. Kvar 10 bärgningsbandvagnar (Wisent), 6 ingenjörbandvagnar (baserad på Wisent) och 10 brobandvagnar (Biber) kvar i aktiv tjänst.
- Estland – 2 brobandvagnar (AVLB), 5 ingenjörbandvagnar (AEV) och 4 bärgningsbandvagnar (ARV) i aktiv tjänst.
- Finland – 16 Leopard 1's som stödfordon
- Indonesien – 3 ingenjörbandvagnar och 3 brobandvagnar i tjänst .[12][13]
- Italien – 920 (+250 special versions), retired by the end of 2008 (replaced by Ariete main battle tank), the AEVs, ARVs and ABLVs remain in service.
- Nederländerna – 468 ursprungligen köpta; ersatta av Leopard 2. Endast bärgningsbandvagnar och brobandvagnar kvar i aktiv tjänst.
- Storbritannien – 4 Leopard 1A5 chassin har modifierats till strand bärgningsbandvagnar (beach armoured recovery vehicle)

- Ukraina - 30 luftvärnskanonvagnar "Gepard" och 12 bärgningsbandvagnar levererade från Tyskland. Ytterligare 5 bärgningsbandvagnar, 16 brobandvagnar och 5 ingenjörbandvagnar "Dachs" är lovade att levereras i framtiden.[14][15][16]

### Tidigare användare
- Australien – 71; 90 Leopard 1A4s köpta Leopard AS1, senare modifierade och senare ersatta av amerikanska M1A1 Abrams.
- Belgien – 132 Leopard 1A5(BE)s; 334 köpta; samtliga ersätts av 21 Mowag Piranha III med 90 mm kanon.[17]
- Kanada – 66 Leopard C2s (Leopard C1s modifierade till Leopard 1A5). Leopard C2 var i aktiv tjänst fram till 2015, därefter ersatt av Leopard 2, ursprungligen beställdes 114 Leopard C1 (likvärdig med Leopard 1A3 vilka levererades åren 1978–1979.
- Tyskland – 2,437 köpta, senare ersatta av Leopard 2. Kvarvarande Leopard 1 är i långtidsförvaring för försäljning.
- Norge – 172 köpta; ersatta av Leopard 2. Den sista Leopard 1A5 togs ur tjänst 2011 efter en ceremoni, som markerar 42 års aktivtjänst.[18] ARVs and Bridgelayers remain in service.

### Framtida användare
- Ukraina – Minst 100 Leopard 1A5s kommer doneras av Nederländerna, Tyskland, och Danmark.[19][20] Tyskland har godkänt export av upp till 178 stridsvagnar, med 187 tillgängliga i försvarsindustrins lager hos Rheinmetall och FFG. Belgien förhandlar för närvarande med OIP N.V. om köp av ytterligare 50 Leopard 1A5-stridsvagnar, vilket skulle kunna bringa det totala antalet levererade till 237.[21]